# Kopytem sem, kopytem tam
Kopytem sem, kopytem tam je český film z roku 1988 natočený režisérkou Věrou Chytilovou. Film představuje partu mladých lidí, kteří si užívají života na mejdanech a nezávazného sexu. Zapomínají ovšem na nebezpečí onemocnění nevyléčitelnou chorobou AIDS, která nakonec jednoho z nich skutečně postihne.